# Schweizer Meisterschaften im Skilanglauf 2017
Die Schweizer Meisterschaften im Skilanglauf 2017 fanden in Tschierv im Münstertal (Val Müstair) statt. Am 14. und 15. Januar 2017 wurden die Einzelrennen und die anschließenden Verfolgungsrennen ausgetragen. Sprint, Teamsprint und Massenstartrennen fanden vom 24. bis 26. März 2017 statt. Ausrichter war der Skiklub Val Müstair.

## Ergebnisse Herren

### Sprint klassisch
| Platz | Name             | Verein             |
| ----- | ---------------- | ------------------ |
| 1     | Mathias Inniger  | SC Adelboden       |
| 2     | Gianluca Cologna | SC Val Müstair     |
| 3     | Jason Rüesch     | SC Davos           |
| 4     | Jovian Hediger   | SC Bex             |
| 5     | Cédric Steiner   | SC Davos           |
| 6     | Toni Livers      | SC Davos           |
| 7     | Beda Klee        | Speer Ebnat-Kappel |
| 8     | Marino Capelli   | SC Davos           |

Datum: 24. März

Es waren 25 Läufer am Start. Das Rennen der U20 mit 18 Teilnehmern gewann Dario Imwinkelried.

### 15 km Freistil Einzel
| Platz | Name             | Verein                    | Zeit        |
| ----- | ---------------- | ------------------------- | ----------- |
| 1     | Sergei Turyschew | Russland                  | 39:04,1 min |
| 2     | Jason Rüesch     | SC Davos                  | 39:23,1 min |
| 3     | Beda Klee        | Speer Ebnat-Kappel        | 39:36,3 min |
| 4     | Dajan Danuser    | SC Vättis                 | 39:56,4 min |
| 5     | Livio Bieler     | Gardes-Frontière          | 40:05,4 min |
| 6     | Curdin Perl      | SC Bernina Pontresina     | 40:16,6 min |
| 7     | Philipp Hälg     | Nordic Club Liechtenstein | 40:37,9 min |
| 8     | Candide Pralong  | Val Ferret                | 41:00,0 min |
| 8     | Marino Capelli   | SC Davos                  | 41:00,0 min |
| 10    | Fabio Lechner    | SC Rätia Chur             | 41:07,7 min |

Datum: 14. Januar

Es waren 31 Läufer am Start. Das Rennen der U20 über 10 km mit 43 Teilnehmern gewann Dario Imwinkelried. Ausländische Teilnehmer erhielten keine Medaillen.

### 15 km Verfolgung klassisch
| Platz | Name             | Verein                    | Zeit         |
| ----- | ---------------- | ------------------------- | ------------ |
| 1     | Sergei Turyschew | Russland                  | 1:21:06,1 h. |
| 2     | Jason Rüesch     | SC Davos                  | 1:21:40,8 h. |
| 3     | Candide Pralong  | Val Ferret                | 1:22:36,4 h. |
| 4     | Livio Bieler     | Gardes-Frontière          | 1:22:58,1 h. |
| 5     | Curdin Perl      | SC Bernina Pontresina     | 1:23:11,0 h. |
| 6     | Beda Klee        | Speer Ebnat-Kappel        | 1:23:12,2 h. |
| 7     | Dajan Danuser    | SC Vättis                 | 1:24:08,2 h. |
| 8     | Philipp Hälg     | Nordic Club Liechtenstein | 1:24:25,6 h. |
| 9     | Fabio Lechner    | SC Rätia Chur             | 1:25:29,8 h. |
| 10    | Corsin Hösli     | Sarsura Zernez            | 1:25:58,6 h. |

Datum: 15. Januar

Es waren 25 Läufer am Start. Das Rennen der U20 mit 37 Teilnehmern gewann Dario Imwinkelried. Ausländische Teilnehmer erhielten keine Medaillen.

### 50 km klassisch Massenstart
| Platz | Name            | Verein             | Zeit         |
| ----- | --------------- | ------------------ | ------------ |
| 1     | Ueli Schnider   | Gardes-Frontière   | 2:23:13,7 h. |
| 2     | Toni Livers     | SC Davos           | 2:23:24,5 h. |
| 3     | Jason Rüesch    | SC Davos           | 2:23:52,3 h. |
| 4     | Candide Pralong | Val Ferret         | 2:28:00,2 h. |
| 5     | Dario Cologna   | SC Val Müstair     | 2:28:50,7 h. |
| 6     | Marius Danuser  | SC Vättis          | 2:29:14,7 h. |
| 7     | Marino Capelli  | SC Davos           | 2:30:22,2 h. |
| 8     | Beda Klee       | Speer Ebnat-Kappel | 2:30:24,4 h. |
| 9     | Linard Kindschi | Schlivera-Ftan     | 2:31:36,1 h. |
| 10    | Mathias Inniger | SC Adelboden       | 2:33:00,8 h. |

Datum: 25. März

Es waren 38 Läufer am Start.

### Teamsprint Freistil
| Platz | Team                                                 | Zeit          |
| ----- | ---------------------------------------------------- | ------------- |
| 1     | Gardes-FrontièreUeli Schnider Erwan Käser            | 16:15,99 min  |
| 2     | SC DavosJason Rüesch Toni Livers                     | 16:18,30 min  |
| 3     | SC Val MüstairDario Cologna Gianluca Cologna         | 16:19,76 min  |
| 4     | SC VättisMarius Danuser Dajan Danuser                | 17:02,56 min  |
| 5     | SC DavosCédric Steiner Marino Capelli                | 17:06,13 min  |
| 6     | SC Bernina PontresinaCurdin Perl Gian Flurin Pfäffli | 17:10,08 min  |
| 7     | SC BexAlec Käser Jovian Hediger                      | 17:13,78 min  |
| 8     | SC ZweisimmenReto Hammer Simon Hammer                | 17:17:43 min. |

Datum: 26. März

Es waren 10 Teams am Start.

## Ergebnisse Frauen

### Sprint klassisch
| Platz | Name                   | Verein           |
| ----- | ---------------------- | ---------------- |
| 1     | Nadine Fähndrich       | SC Horw          |
| 2     | Laurien van der Graaff | TG Hütten        |
| 3     | Stefanie Arnold        | Unterschächen    |
| 4     | Alina Meier            | SC Davos         |
| 5     | Lydia Hiernickel       | Gardes-Frontière |
| 6     | Fabiana Wieser         | Sarsura Zernez   |
| 7     | Rebecca Vontobel       | SC am Bachtel    |
| 8     | Maya Niederberger      | Dallenwil        |

Datum: 24. März

Es waren 11 Läuferinnen am Start. Siegerin bei der U20 wurde Désirée Steiner.

### 5 km Freistil Einzel
| Platz | Name                | Verein           | Zeit         |
| ----- | ------------------- | ---------------- | ------------ |
| 1     | Anastassija Sedowa  | Russland         | 14:06,9 min. |
| 2     | Seraina Boner       | SAS Bern         | 14:36,3 min. |
| 3     | Rahel Imoberdorf    | SAS Bern         | 15:16,7 min. |
| 4     | Lydia Hiernickel    | Gardes-Frontière | 15:42,8 min. |
| 5     | Désirée Steiner     | SC Davos         | 15:44,2 min. |
| 6     | Aimee Watson        | Australien       | 15:49,7 min. |
| 7     | Alina Meier         | SC Davos         | 15:51,2 min  |
| 8     | Lea Fischer         | Nordic Engelberg | 15:53,1 min  |
| 9     | Giuliana Werro      | Sarsura Zernez   | 16:03,1 min  |
| 10    | Jogscha Abderhalden | Sarsura Zernez   | 16:05,6 min  |

Datum: 14. Januar

Es waren 45 Läuferinnen am Start. Siegerin bei der U20 mit 32 Teilnehmerinnen wurde Désirée Steiner. Ausländische Teilnehmerinnen erhielten keine Medaillen.

### 10 km Verfolgung klassisch
| Platz | Name                | Verein           | Zeit         |
| ----- | ------------------- | ---------------- | ------------ |
| 1     | Anastassija Sedowa  | Russland         | 44:44,5 min. |
| 2     | Seraina Boner       | SAS Bern         | 47:22,6 min. |
| 3     | Alina Meier         | SC Davos         | 48:44,4 min. |
| 4     | Désirée Steiner     | SC Davos         | 49:04,2 min. |
| 5     | Rahel Imoberdorf    | SAS Bern         | 49:59,4 min. |
| 6     | Jogscha Abderhalden | Sarsura Zernez   | 50:01,8 min. |
| 7     | Lea Fischer         | Nordic Engelberg | 50:16,3 min  |
| 8     | Aimee Watson        | Australien       | 50:36,9 min  |
| 9     | Giuliana Werro      | Sarsura Zernez   | 50:49,8 min  |
| 10    | Lydia Hiernickel    | Gardes-Frontière | 51:21,0 min  |

Datum: 15. Januar

Siegerin bei der U20 wurde Désirée Steiner. Ausländische Teilnehmerinnen erhielten keine Medaillen.

### 30 km klassisch Massenstart
| Platz | Name                   | Verein           | Zeit         |
| ----- | ---------------------- | ---------------- | ------------ |
| 1     | Seraina Boner          | SAS Bern         | 1:35:08,8 h. |
| 2     | Nadine Fähndrich       | SC Horw          | 1:41:00,2 h. |
| 3     | Laurien van der Graaff | TG Hütten        | 1:42:02,3 h. |
| 4     | Lydia Hiernickel       | Gardes-Frontière | 1:42:58,9 h. |
| 5     | Stefanie Arnold        | Unterschächen    | 1:43:53,4 h. |
| 6     | Rahel Imoberdorf       | SAS Bern         | 1:44:11,2 h. |

Datum: 25. März

Es waren 14 Läuferinnen am Start.

### Teamsprint Freistil
| Platz | Team                                          | Zeit         |
| ----- | --------------------------------------------- | ------------ |
| 1     | SAS BernRahel Imoberdorf Seraina Boner        | 20:03,10 min |
| 2     | SC DavosAlina Meier Désirée Steiner           | 20:17,23 min |
| 3     | Nordic EngelbergNadine Matter Lea Fischer     | 20:17,24 min |
| 4     | SC HorwClaudia Schmid Nadine Fähndrich        | 20:18,12 min |
| 5     | SC UnterschächenStefanie Arnold Céline Arnold | 21:02,48 min |
| 6     | ZernezFabiana Wieser Giuliana Werro           | 21:15,05 min |
| 7     | SC DavosSelina Schnider Aurora Viglino        | 21:38,25 min |
| 8     | SC DavosFlavia Lindegger Céline Meisser       | 21:48,70 min |

Datum: 26. März

Es waren 10 Teams am Start.